# نوساری
نوساری (به انگلیسی: Navsari) یک شهر در منطقه سورت در ایالت گجرات هند است.

## جغرافیا
نوساری در جنوب گجرات و در خلیج خمبات طول و عرض واقع شده است ۲۰°۵۷′شمالی ۷۲°۵۶′شرقی / ۲۰٫۹۵°شمالی ۷۲٫۹۳°شرقی.
۹ متر بالای سطح دریا است.
تابستانها بادهای باران زای قطب جنوب آن را سرد می‌کند.
m temperatures are 40 °C (104 °F) and 18 °C (64 °F) r بارش 122 cm (48 in).

## جمعیت
جمعیت ۱۳۴ هزار نفر است. مردم به زبان هندوستانی و ماراتی و انگلیسی صحبت می‌کنند.
جمعیت اصلی را پارسیان هند تشکیل می‌دهند.

## ریشه‌یابی
با توجه به منبع از کتاب قصه سنجان دسته‌ای از زرتشتیان ایرانی از شهر ساری در ایران به گجرات کوچ کردند و نام نخستین آن شهر ناگ مندال بود و چون منطقه را از لحاظ آب و هوایی شبیه به شهر خودشان (ساری) یافتند آن را نوساری به معنای ساری جدید نامگذاری کردند. مانند نوروز که نو پیشوند برای روز می‌باشد.
نام‌هایی مانند Nag Vardhana, Nag Shahi, Nag Sarika, Nag Mandal, Nav Sarika - Nav Sareh. برای این منطقه گفته شده است. نگ در زبان هندی یعنی مار یا مار کبرا.
ممکن است نام این شهر با مار و سریکا یک پرنده آواز خوان ارتباط داشته باشد زیرا افسانه‌ای در مورد دوستی مار و سریکا در اینجا وجود دارد.. افسانه دیگری از وجود معبد مار حکایت دارد.
اما با توجه به اینکه اکثریت جمعیت این شهر از پارسیان هند می‌باشند، به احتمال فراوان نام نوساری به معنای ساری جدید درست می‌باشد، بویژه اینکه در قصه سنجان به موضوع شباهت آب و هوا و اقلیم منطقه به ساری اشاره شده است.

## تاریخ
نوسری یکی از شهرهای قدیمی گجرات است.
نام این شهر در کتاب افلاطون آمده است. نوسری امروز.

## کتابخانه نوساری
در این شهر کتابخانه زرتشتیان در فهرست میراث ملی و میراث یونسکو ثبت شده است. این کتابخانه دارای آثار بسیار نفیس فارسی از جمله یک شاهنامه خطی است.

## افراد سرشناس
- جمشیدجی تاتا
- Homai Vyarawalla (1913–2012), 1st woman photojournalist of India, Padma Vibushan[۴] i
- Ram Ganesh Gadkari